# Mokenowie
Mokenowie, Moken (Mawken, Morgan) – lud austronezyjski zamieszkujący przede wszystkim archipelag Mergui u wybrzeży Mjanmy, a także niektóre wyspy na terytorium Tajlandii. Łączna liczebność ludów Moken i Moklen wynosi 6 tys. osób (4 tys. w Mjanmie, 2 tys. w Tajlandii; dane szacunkowe z 2007 r.).
Tradycyjnie prowadzą koczowniczy, łowiecko-zbieracki tryb życia i są silnie związani z morzem. Bywają rozpatrywani łącznie z ludami Orang Laut i Urak Lawoi’ (Urak Lawoik), a także odległymi Badżawami. Wraz z nimi należą do grupy tzw. Morskich Cyganów.
Posługują się językiem moken z wielkiej rodziny austronezyjskiej. W użyciu są też inne języki, takie jak birmański, tajski i malajski.
Inne określenia tej grupy etnicznej to „Salon” (Selon, Selong, Selung, Silung; określenie birmańskie) i „Chao Le” (ชาวเล) lub „Chao Nam” (ชาวน้ำ) (nazwy w języku tajskim). Obie wspomniane nazwy tajskie są też odnoszone do ludu Urak Lawoi’.
Są blisko spokrewnieni z ludem Moklen, lecz nie są z nimi tożsami pod względem kultury i języka; Moklenowie zamieszkują wyłącznie kontynentalną Tajlandię i przyległe wyspy (prowincje Phang Nga i Phuket), a języki moken i moklen nie są dobrze wzajemnie zrozumiałe. Ludność Urak Lawoi’ bywa mylona z Mokenami, ale jest to wyraźnie odrębna grupa etniczna, a ich język jest znacznie bliżej spokrewniony z malajskim.